# Loracarbef
Loracarbef là một loại kháng sinh. Nó là một carbacephem, nhưng đôi khi nó được nhóm lại với các kháng sinh cephalosporin thế hệ thứ hai. Loracarbef là một chất tương tự "carba" tổng hợp của cefaclor, và ổn định hơn.

## Lịch sử
Loracarbef nhận được sự chấp thuận của FDA vào năm 1991 và nó được bán trên thị trường dưới tên thương mại Lorabid. Việc sử dụng đã bị ngưng trong năm 2006.

## Tác dụng phụ
Tiêu chảy là tác dụng phụ phổ biến nhất với loracarbef. Tác dụng phụ thường thấy hơn với trẻ em dưới mười hai tuổi.